# Tage Fahlborg
Tage Ragnar Valdemar Fahlborg (Stoccolma, 24 aprile 1912 – Stoccolma, 8 gennaio 2005) è stato un canoista svedese.

## Palmarès

### Olimpiadi
- 1 medaglia:
  - 1 bronzo (Berlino 1936 nel K-2 10000 metri)